# Vladimir Pil'guj
Vladimir Michajlovič Pil'guj (in russo Владимир Михайлович Пильгуй?, in ucraino Володимир Михайлович Пільгуй?, Volodymyr Mychajlovyč Pil'huj; Dnipropetrovs'k, 26 gennaio 1948) è un ex calciatore sovietico, di ruolo portiere.

## Palmarès

### Club
- Campionato sovietico: 1

Dinamo Mosca: 1976
- Coppa dell'Unione Sovietica: 2

Dinamo Mosca: 1970, 1977
- Supercoppa dell'URSS: 1

Dinamo Mosca: 1977

### Nazionale
- Bronzo olimpico: 2

Monaco di Baviera 1972, Mosca 1980